# 溶液化学
溶液化学（ようえきかがく）は、溶液中での物質のふるまいを中心に取り扱う化学の一分野である。
溶液の熱力学、酸と塩基に代表される解離現象など、基礎的な物理化学研究のほか、化学反応における溶媒効果、溶液中での分子構造や界面状態の解析など、他分野とも密接な関係をもつ。

## 歴史
19世紀前半のクラペイロンらによる単一成分系の気液平衡に続いて、19世紀後半にはラウールやギブズらによって複数成分系の気液平衡が研究され、沸点上昇や凝固点降下についての理解が深められた。これらの結果はラウールの法則やギブズ-デュエムの式、ギブスの相律として定式化され、理想溶液などの概念が導入された。ほぼ同時期にファント・ホッフは溶液の浸透圧について研究を進め、これはファントホッフの式として定式化された。
19世紀前半にはファラデーによって電解質溶液の研究も開始された。1885年にオストワルトによって希釈律が発見され、1884年にはアレニウスから電離説が提唱されると、酸と塩基を中心とした解離現象に関する理論が徐々に確立されていった。
19世紀の溶液理論では分子間の相互作用がほとんど考慮されていなかったが、20世紀に入るとルイスによる活量やフガシティーの概念、強電解質溶液におけるデバイ-ヒュッケルの式、ヒルデブランドの正則溶液論やロングエット・ヒギンズによる規則溶液論など、溶液の相互作用を考慮した現実により近い理論的取扱いが進められた。
20世紀前半には溶液中の分子構造に関する研究も大きく発展した。フローリーやハギンスが高分子溶液について展開したフローリー・ハギンズ理論など、分光学的な手法による溶液中での微細な構造や挙動の研究が行われている。